# 洪港镇
洪港镇，是中华人民共和国湖北省咸寧市通山县下辖的一个乡镇级行政单位。

## 行政区划
洪港镇下辖以下地区：
洪港社区、三源村、贾家源村、车田村、茅田河村、三贤村、洪港村、下湾村、东坪村、沙店村、盘田村、杨林村、江源村、留咀村、郭源村和西坑村。